# Кампе де Ферье, Жозеф
Жозеф Кампе де Ферье (фр. Joseph Kampé de Fériet, 14 марта 1893, Париж, Франция — 6 апреля 1982, Вильнёв-д’Аск, Нор, Франция) — французский математик, известный своими работами по теории гипергеометрических функций, а также по гидродинамике и аэродинамике. В частности, его именем названа обобщённая гипергеометрическая функция двух переменных — функция Кампе де Ферье.

## Биография
Жозеф Кампе де Ферье родился в Париже 14 марта 1893 года. В 1913 году он окончил Парижский университет (Сорбонну). Под руководством Поля Аппеля Кампе де Ферье работал над диссертацией о гиперсферических функциях, которую защитил в 1915 году. В 1916 году, во время Первой мировой войны, занимался баллистическими расчётами для французской береговой артиллерии.
С 1919 года Кампе де Ферье начал преподавательскую деятельность в Университете Лилля, в 1927 году был назначен профессором, а с 1930 года стал заведовать кафедрой механики.
В 1928 году было создано Министерство авиации Франции (фр. Ministère de l'Air). Жозеф Кампе де Ферье был назначен директором Института механики жидкостей в Лилле (Institut de mécanique des fluides de Lille, ныне — ONERA-Лилль) — одного из четырёх исследовательских институтов, созданных этим министерством.
С 1940 по 1945 год Кампе де Ферье работал в Институте механики жидкостей в Тулузе (Institut de mécanique des fluides de Toulouse), а затем, возвратившись в Лилль, сложил с себя директорские полномочия и продолжил занятия наукой, а также преподавание в Университете Лилля. С 1963 года он занимался математическими проблемами описания турбулентностей в гидродинамике.
Кампе де Ферье был членом-корреспондентом Французской академии наук, а также членом Испанской академии наук.
Жозеф Кампе де Ферье скончался в Вильнёв-д’Аске 6 апреля 1982 года.
В его честь была учреждена Премия Кампе де Ферье за работы в области обработки информации и учёта неопределённостей.

## Научные результаты
Результаты Кампе де Ферье по теории гипергеометрических и гиперсферических функций были изложены в книгах
- Paul Émile Appell, Joseph Kampé de Fériet, Fonctions hypergéométriques et hypersphériques; Polynômes d'Hermite («Гипергеометрические и гиперсферические функции, полиномы Эрмита», Paris, Gauthier–Villars, 1926)
- Joseph Kampé de Fériet, La fonction hypergéometrique («Гипергеометрическая функция», Paris, Gauthier–Villars, 1937)

В частности, им была введена обобщённая гипергеометрическая функция двух переменных, которая впоследствии была названа его именем — функция Кампе де Ферье.